# Eutelia jaguaria
Eutelia jaguaria là một loài bướm đêm trong họ Noctuidae.